# Голо Манн
Голо Манн, власне Ангелус Готфрід Томас Манн (нім. Golo Mann; 27 березня 1909, Мюнхен — 7 квітня 1994, Леверкузен) — німецько-швейцарський історик, журналіст і письменник.

## З біографії
Другий син лауреата Нобелівської премії з літератури Томаса Манна. Разом з батьками емігрував до США через Францію та Швейцарію після приходу до влади націонал-соціалістів. У середині 1950-х він повернувся до Німеччини, а пізніше переїхав до Швейцарії. Після роботи професором політології в Штутгарті він працював незалежним журналістом і впливовим коментатором поточних подій. Він був добре знайоми з такими політиками, як Конрад Аденауер і Віллі Брандт, у якого спочатку працював радником і чию східну політику підтримував. Негативно відгукувався про студентський рух. Перед федеральними виборами 1980 року він агітував за Франца Йозефа Штрауса, кандидата від ХДС/ХСС на пост канцлера.
Найвідомішою працею Голо Манна була «Історія Німеччини 19-го і 20-го століть», опублікована в 1958 році. Ця книга була видана мільйонним накладом, була перекладена дев'ятьма мовами і вважається фундаментальною працею, Інша важлива праця — його біографія Валленштейна, опублікована в 1971 році. Як консервативний історик, він ставив людей у центрі своїх оповідних творів, викликаючи критику з боку деяких колег, які віддавали перевагу соціально-політичним теоріям.
Мешкав у Кільхберзі, де й похований.

## Особисте життя
Як і його батько, старші брат та сестра, Голо Манн мав гомосексуальні нахили. Офіційний камінг-аут гей він зробив за кілька днів до смерті у телевізійному інтерв'ю: «Я не часто закохувався. Я часто тримав це в собі, можливо, це була помилка. Це також було заборонено, навіть в Америці, і треба було бути трохи обережним». Хоча Голо Манн не виявляв свою гомосексуальність так відкрито, як його брат Клаус Манн, він мав любовні стосунки ще зі студентських років.

## Нагороди та відзнаки
- 1964: Шиллерова премія міста Мангейма
- 1967: Медаль Людвіга Тома від міста Мюнхен
- 1968: Премія Георга Бюхнера
- 1969: Премія Готфріда Келлера
- 1972: перстень Лессінга та літературна премія від німецьких масонів, а також Федеральний хрест за заслуги
- 1973: Почесний докторський ступінь Університету Нанту/Франція та орден Pour le Mérite
- 1977: Премія пам'яті Шиллера
- 1977: обраний членом Американської академії мистецтв і наук
- 1979: Курець люльки року
- 1980: Почесна культурна нагорода від столиці держави Мюнхена
- 1981: Баварський орден Максиміліана за науку та мистецтво
- 1982: Медаль Якоба Фуггера від Асоціації видавців журналів у Баварії
- 1984: Премія Ернста Роберта Курціуса за есеїстику
- 1985: Премія Гете міста Франкфурта ; Літературна премія імені Фрідріха Шиделя
- 1987: Літературна премія Боденського озера та почесний докторський ступінь Університету Бата / Англія
- 1988: Премія Ганнса Мартіна Шлейєра
- 1991: Премія Вольфскеля за літературу в еміграції

## Вибрані твори
- 1947: Friedrich von Gentz. Ullstein, Berlin 1982, ISBN 3-548-02935-3.
- 1954: Vom Geist Amerikas. Kohlhammer, Stuttgart, 2. Aufl. 1955.
- 1958: Deutsche Geschichte des XIX. und XX. Jahrhunderts. Neuausgabe Deutsche Geschichte des 19. und 20. Jahrhunderts. Fischer, Frankfurt am Main 2009, ISBN 978-3-10-047920-4.
- 1960—1964: Mitherausgeber Golo Mann: Propyläen Weltgeschichte. Eine Universalgeschichte von den Anfängen bis zur Nachkriegszeit. Zehn Bände. Propyläen Verlag Berlin 1960—1964, ISBN 978-3-549-05840-4.
- 1964: Wilhelm II. Archiv der Weltgeschichte. Scherz-Verlag, München / Bern / Wien 1964.
- 1967: Aufsatz im Sammelband: Deutsche und Juden, Suhrkamp, Frankfurt/M. 1967.
- 1970: Von Weimar nach Bonn. Fünfzig Jahre deutsche Republik. Fromm Druckhaus A 1982, ISBN 3-7729-5003-5.
- 1971: Wallenstein. Sein Leben erzählt von Golo Mann. Fischer, Frankfurt am Main 1971, ISBN 3-10-047903-3 (gebunden) und Fischer, Frankfurt am Main 1997, ISBN 3-596-13654-7 (Taschenbuch).
- 1973: mit Ruedi Bliggenstorfer: Wallenstein. Bilder zu seinem Leben. Fischer, Frankfurt am Main 1973, ISBN 3-10-047904-1.
- 1986: Erinnerungen und Gedanken. Eine Jugend in Deutschland. Fischer, Frankfurt am Main 1991, ISBN 3-596-10714-8.
- 1989: Wir alle sind, was wir gelesen. Verlag der Nation, ISBN 3-373-00435-7.
- 1989: Ludwig I., König von Bayern. Oreos, Schaftlach; Fischer, Frankfurt am Main 2006, ISBN 3-596-14491-4.
- 1992: Wissen und Trauer. Historische Portraits und Skizzen. Reclam, Leipzig. Überab. Neuaufl. 1995, ISBN 3-379-01548-2.
- 1999: Erinnerungen und Gedanken. Lehrjahre in Frankreich. Fischer, Frankfurt am Main, postum erschienen. Als Taschenbuch 2000: ISBN 3-596-14952-5.
- 2006: Briefe 1932—1992. Herausgegeben von Tilmann Lahme und Kathrin Lüssi. Wallstein Verlag, Göttingen 2006, ISBN 3-8353-0003-2.
- 2009: Man muss über sich selber schreiben. Erzählungen, Familienporträts, Essays. Herausgegeben von Tilmann Lahme, mit einem Nachwort von Hans-Martin Gauger. S. Fischer, Frankfurt am Main 2009, ISBN 978-3-10-047915-0.